# German Juniors 1985
Das German Juniors 1985 im Badminton fand vom 8. bis zum 10. Februar 1985 in Gütersloh statt. Es war die 2. Austragung des bedeutendsten internationalen Juniorenwettbewerbs in Deutschland. Veranstalter war der Deutsche Badminton-Verband, Ausrichter der CfB Gütersloh.
Die Turnierserie wurde 1985 noch unter der Bezeichnung "Internationale Deutsche Jugendmeisterschaft" durchgeführt. Später wurde sie umbenannt und nennt sich heute "German Junior", "German Juniors U19" oder "Internationale Deutsche Meisterschaften U19".

## Sieger und Platzierte
| Disziplin    | Gold                                | Silber                          | Bronze                           |
| ------------ | ----------------------------------- | ------------------------------- | -------------------------------- |
| Herreneinzel | Holger Bross                        | Michael Deuerling               | Stefan Eickhoff                  |
| Herreneinzel | Holger Bross                        | Michael Deuerling               | Andreas Ruth                     |
| Dameneinzel  | Britta Zimmermann                   | Ulrike Scheunemann              | Nicole Baldewein                 |
| Dameneinzel  | Britta Zimmermann                   | Ulrike Scheunemann              | Anne-Katrin Seid                 |
| Herrendoppel | Rolf Aurin Michael Deuerling        | Andreas Ruth Robert Neumann     | Frank Hochstrate Martin Kranitz  |
| Herrendoppel | Rolf Aurin Michael Deuerling        | Andreas Ruth Robert Neumann     | Stephan Kapps Roland Kapps       |
| Damendoppel  | Anne-Katrin Seid Ulrike Scheunemann | Nicole Baldewein Anna Jansen    | Britta Zimmermann Kirsten Veltus |
| Damendoppel  | Anne-Katrin Seid Ulrike Scheunemann | Nicole Baldewein Anna Jansen    | Karola Ruß Sonja Grünewald       |
| Mixed        | Michael Deuerling Anne-Katrin Seid  | Robert Neumann Nicole Baldewein | Thomas Fürschuß Sabine Ploner    |
| Mixed        | Michael Deuerling Anne-Katrin Seid  | Robert Neumann Nicole Baldewein | Andreas Ruth Kerstin Weinbörner  |